# Polehan
Polehan is een bestuurslaag in het regentschap Malang van de provincie Oost-Java, Indonesië. Polehan telt 17.067 inwoners (volkstelling 2010).